# Silvo Banovec
Silvo Banovec - Leon, slovenski partizan, politik in delavec, * 17. december 1926, Ljubljana, † 2003.
V NOV in POS je vstopil 7. maja 1942. Kot pripadnik 12. slovenske narodnoosvobodilne brigade je bil eden izmed odposlancev, ki so se udeležili Zbora odposlancev slovenskega naroda v Kočevju.